# Orlí (Jizerská tabule)
Orlí (381 m n. m.) je neovulkanický vrch v okrese Mladá Boleslav Středočeského kraje, ležící mezi obcemi Rokytá a Mukařov, na katastrálním území druhé jmenované obce.

## Popis vrchu
Je to zalesněný hřbet protažený ve směru severozápad – jihovýchod v délce asi 2 km, tvořený vápnito-jílovitým pískovcem s drobným pronikem vulkanické brekcie. Hřbet je po obou stranách lemován Bukovskými ochozy – strmými úzkými roklemi se skalními terasami z křemenného pískovce, vysokými i přes 10 metrů. Od místa zániku hřbetu a spojení obou roklí pokračuje jedno širší údolí směrem do Dolní Bukoviny, v závěrečné části jako nivní louka. Poblíž vrcholu Orlí jsou výhledy na Bezdězy, Radechov a Vrátenskou horu. Lesní porosty tvoří bučiny a bory.

## Geomorfologické členění
Vrch náleží do celku Jizerská tabule, podcelku Středojizerská tabule, okrsku Bělská tabule a podokrsku Radechovská pahorkatina.

## Přístup
Automobil lze zanechat v Dolní Bukovině, Mukařově, Rokyté či nejblíže u lesní silnice Mukařov – Rokytá. Hřbet a spojené údolí se dá projet na kole, nejlépe s výchozím či koncovým bodem v Dolní Bukovině.